# Primula veitchiana
Primula veitchiana är en viveväxtart som beskrevs av Marcel Georges Charles Petitmengin. Primula veitchiana ingår i släktet vivor, och familjen viveväxter. Inga underarter finns listade i Catalogue of Life.